# Grădina supliciilor
Grădina supliciilor (în franceză Le Jardin des supplices) este un roman decadent scris de Octave Mirbeau și publicat în 1899, in timpul afacerii Dreyfus.

## Roman simbolic

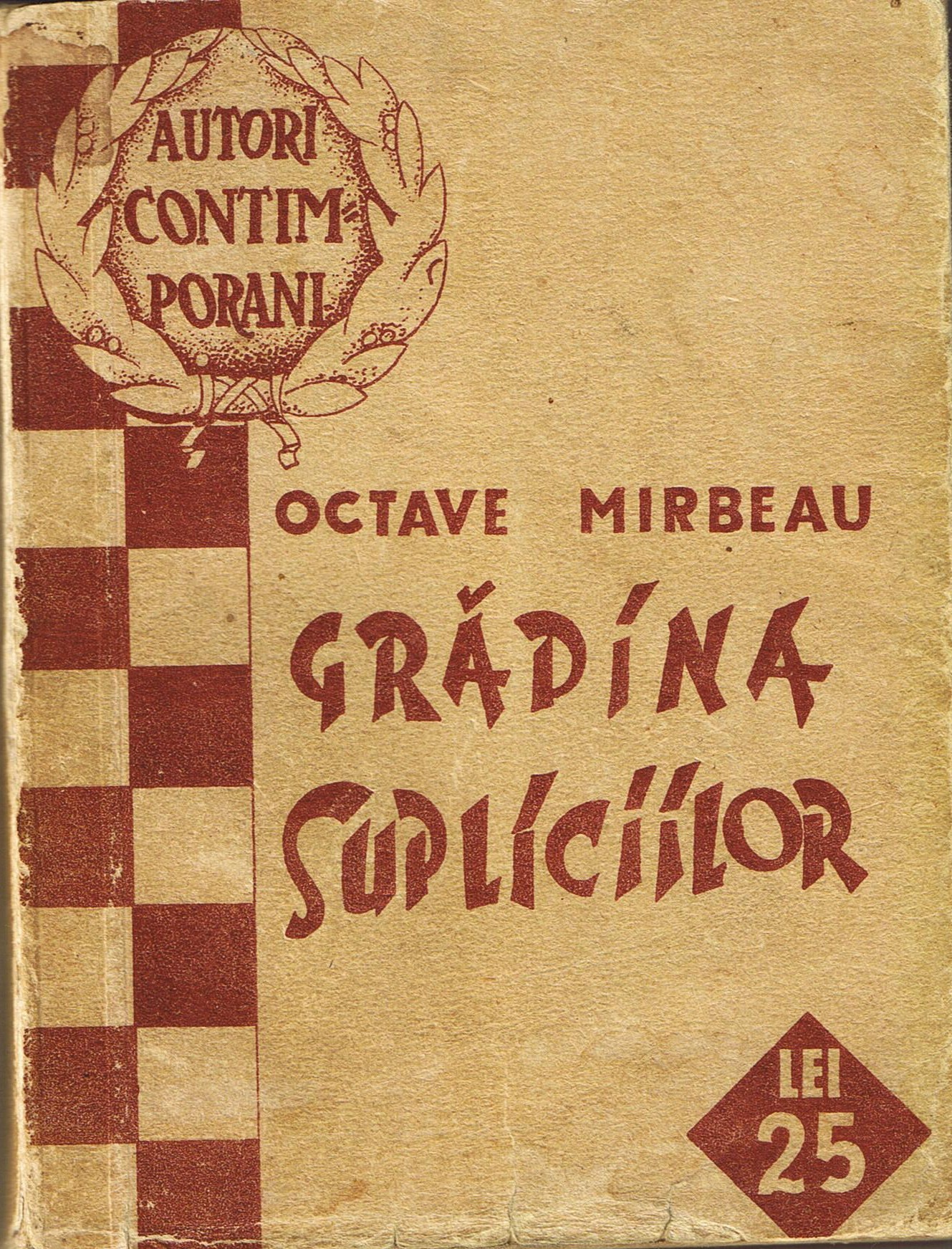

Este o monstruozitate literară costituită dintr-un patchwork de texte anterioare concepute independent unele de celalalte și în tonalități foarte diferite.
Lectura romanului se poate face pe două niveluri: pe de o parte, nivelul metafizic, condiția umană este supusă "legii crimei", iar pe de altă parte, la nivel social, o denunțare a tuturor tipurilor de societăți umane, inclusiv a celor occidentale, care pretind a fi civilizate, dar care se bazează toate pe asasinat : « Omorul este însăși la baza instituțiilor noastre sociale, e deci cea mai imperioasă necesitate a vieții civilizate... » 
Dedicație ironică a romanului: « Preoților, soldaților, judecătorilor, oamenilor cari invață, îndrumează, și cârmuiesc mulțimea dedic aceste pagini de omor și sânge. »

## Traducere
- Grădina supliciilor, IG. HERTZ, 1934, 207 pagini. Traducere de  Maria Davidescu.
- Grădina supliciilor, Princeps Edit, 2007. Traducere de Raluca-Mihaela Zaharia.